# Jillian Murray
Jillian Leigh Murray, född 4 juni 1984 i Reading i Pennsylvania, är en amerikansk skådespelare.